# 借金漬け外交
借金漬け外交（しゃっきんづけがいこう）は、国際援助などの債務により債務国、国際機関の政策や外交等が債権国側から有形無形の拘束を受ける状態をいう。債務の罠、債務トラップなどとも訳されることがある。
友好国間で見られ、債務の代償として租借地・港湾権・鉄道権・空港権などの合法的に重要な権利を取得する。また、債務国側では放漫な財政運営や政策投資など（日本でいう）モラル・ハザードが、債権国側では過剰な債務を通じて債務国を実質的な支配下に置くといった問題が惹起されうる。
この表現は、2017年にインドの地政学者ブラーマ・チェラニーによって中国の一帯一路構想と関連づけて用いられた造語であり、主に欧米諸国やインド、日本などが中国の外交政策を批判する文脈で使用される。
一方、一帯一路参加国や経済学者、専門家、シンクタンクはこの仮説を否定し、中国の融資慣行が借入国が直面する債務問題の原因ではなく、中国の銀行がどの国からも資産を差し押さえたことはなく、既存の融資の条件を再編成する用意があると指摘している。

## 国際的な動き
2019年6月、福岡市で開催されたG20財務大臣・中央銀行総裁会議では、新興国への投資が議題の一つとなり、貸し手と借り手の双方に持続可能性を重視するよう促す「質の高いインフラ投資に関するG20原則」が採択された。

## 中国が債権国側となっている例
中華人民共和国は、21世紀に入ると走出去の一環として国際間の有償資金援助を増やし、世界最大のアメリカ国債・日本国債の保有国になるなど一時は日本に次ぐ世界第2位の債権国にもなったが、先進国基準のガバナンスやコンプライアンスに反する融資を受け入れた多くの発展途上国では財政規律を無視したインフラ整備等を行ったため、巨額の負債に苦慮することとなった。中国は一帯一路構想を進めていく中で、インフラ投資を通じて途上国を政治的影響力下に置く「借金漬け外交」との批判も起き、これを受けて中国は中国・アフリカ協力フォーラムなどで債務免除を行う姿勢を打ち出しているものの対象は最貧国に限定されている。

### エチオピア
エチオピアは、アフリカ連合本部のようなランドマークにはじまり、エチオピア初の環状道路や高速道路といった全土の道路の7割、初の風力・水力発電所、初の工業団地、アディスアベバ・ライトレール、グランド・ルネサンス・ダム、新国立競技場アディスアベバ・ナショナル・スタジアム、ジブチ・エチオピア鉄道、アフリカ最大のスマートフォンメーカーとなった伝音科技の携帯電話工場、全土の通信網の整備などといった様々なインフラ投資を中国から受けて経済成長率で世界1位も記録し、大統領（ムラトゥ・テショメ）には中国留学歴もあるなど「アフリカの中国」とも呼ばれており、一帯一路のモデル国家に位置付けられてる国であるが、債務額は国内総生産の59％にも及んでおり、その大半は中国からの融資とみられている。

### トルクメニスタン
トルクメニスタンは、永世中立国を掲げる独裁者のサパルムラト・ニヤゾフ大統領が2006年にロシアへの経済的依存を減らすためにウズベキスタン、カザフスタンを経由して中国に至る中央アジア・中国パイプラインの建設で合意し、後継者のグルバングル・ベルディムハメドフ大統領も翌2007年中国国営石油公社（CNPC）とバクチャールィク（Bagtyarlyk）鉱区での生産分与協定（PSA）を締結して天然ガス売買契約に調印し、ガス輸入国としても2011年には中国がロシアを上回る経済における対中偏重が始まり、2017年時点で輸出の約83.2%（65億7,512.6万ドル）を中国が占めた。中国へのガスパイプライン建設で約40億ドルの債務を抱えて経済危機にもなっているために「債務の罠」にあたるとロシアのニェザヴィーシマヤ・ガゼータから評されている。

### ベネズエラ
ベネズエラは、世界最大の原油埋蔵量を保有し、反米的なウゴ・チャベス独裁政権下では中国とベネズエラの関係は石油を媒介として相互補完関係だったものの、チャベスの死と後継者のニコラス・マドゥロの失政と石油価格の暴落によってベネズエラの経済は崩壊し、ベネズエラ最大の債権国である中国は200億ドルの損失を出したことから「債務の罠」が諸刃の剣であることを示す例とウォール・ストリート・ジャーナルは評している。

### スリランカ
スリランカの例では、マヒンダ・ラージャパクサ政権が中国との関係を強めてインフラ投資を進めたが、費用約13億ドルを中国からの債務として開発したハンバントタ港は赤字が続いていた。この港について、2017年に後任のマイトリーパーラ・シリセーナ政権は99年間の運営権を入札にかけた。その結果、中国企業に譲渡されることとなり、債務国であることから「借金のカタに奪われた」と報じられることもあった。しかし、そのような事実はない。このリース化で得られた資金は中国への返済には充てられず、債務としての問題も対中国ではなく、国際ソブリン債が喫緊の課題であった。その後、ハンバントタ港はRO-RO船の積み替えを主に運用されている。
また、2020年から始まった世界的な新型コロナウイルスの感染拡大は、外貨獲得を観光業に頼っていたスリランカ経済を直撃。スリランカ政府は年間45億ドルの対外債務返済することが困難となった。スリランカ政府は外貨の流出を防ぐため、スリランカ料理に不可欠なターメリックにまで厳しい輸入規制を実施した。これに対して大規模な抗議デモが相次ぎ、2022年7月には政権が崩壊。第9代大統領へと就任したラニル・ウィクラマシンハは国家としての破産を宣言した。米国や日本などでは、これについて中国の債務の罠が原因であるような報道がされた。実際には、債務に占める中国の割合は10%程度に過ぎず、多くは国際ソブリン債やADBなどの国際開発金融機関であった。

### マレーシア

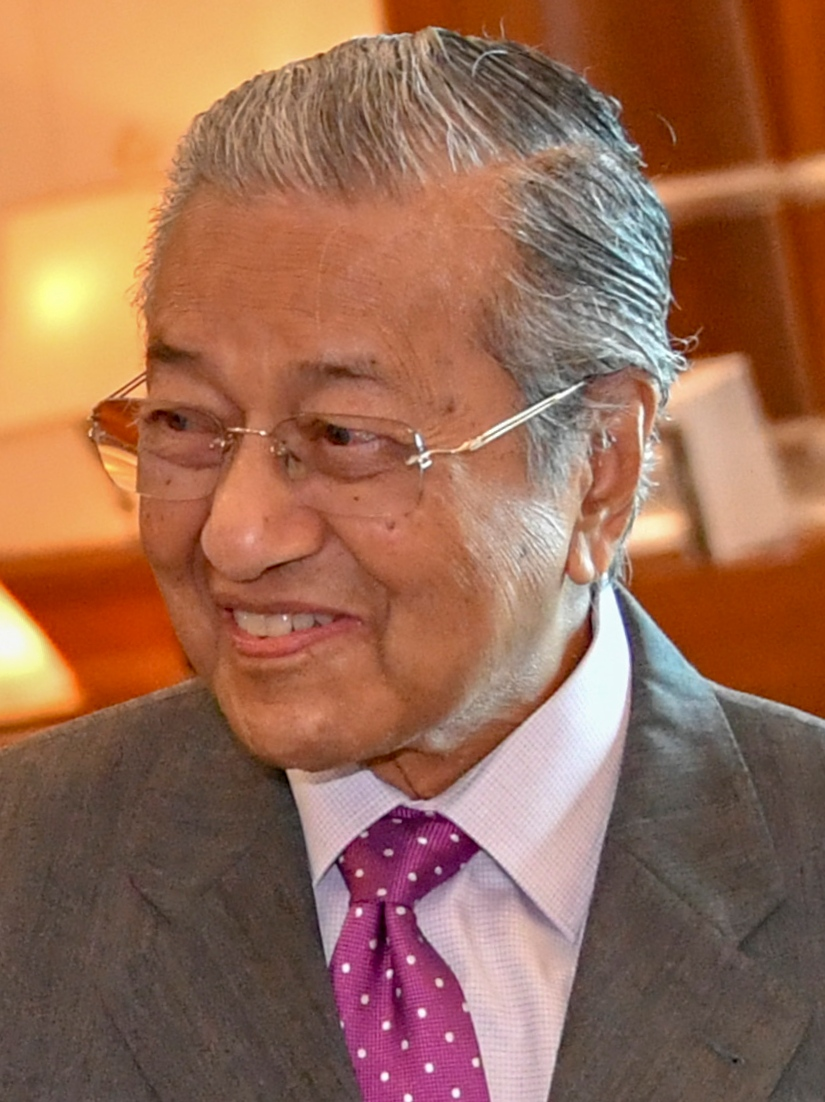
マハティール・ビン・モハマド

マレーシアは、政府に批判的なジャーナリストらの逮捕など強権的で腐敗していたとされるナジブ・ラザク政権は中国との関係を強めてインフラ投資を進めたが、2018年5月にマハティール・ビン・モハマドが首相に返り咲いた時点で1兆リンギ（約27兆2千億円）の巨額債務があった。このため、中国主導で進められてきた公共事業等の見直しが始められた。2019年1月には、総工費810億リンギ（約2兆1500億円）に達する東海岸鉄道計画を正式に中止させ、同年4月に中国は財政再建を行うマレーシアと215億リンギ（約5800億円）まで建設費用を削減することで合意した。

### モルディブ
モルディブでは、2013年にアブドゥラ・ヤミーンが大統領の職につくと反体制派を弾圧する強権的な政策をとり、歴代政権が採ってきた親インド外交から距離を置いて中華人民共和国に接近。多額の資金供与を引き出して港湾、人工島、島嶼の連絡橋（シナマーレ橋）の建設などインフラ整備を充実させた。野党指導者で元大統領であるモハメド・ナシードは、2020年には中国への借金返済額が7億5000万ドル（約825億円）に達し、国家歳入の半分にもなると指摘している。
2018年、大統領選挙に勝利したイブラヒム・モハメド・ソリ大統領がインドを訪問。インド側から14億ドルの融資枠と通貨スワップの提供を引き出し、親インド寄りの姿勢を鮮明にした。

### バヌアツ
バヌアツに対する中国の投資額は、2011年-2018年にかけて12億6000万ドル（約1400億円）に上っており、バヌアツの首相官邸や巨大な会議場、スポーツ施設の建設、港湾の改修が進められた。改修された港湾には、中国海軍の艦艇がたびたび立ち寄っている。

### パキスタン
パキスタンは、中国の古くからの友好国であり、グワーダル港やカラコルム・ハイウェイなど一帯一路の要衝が開発されたが、2015年に公的資金が投入されなければ継続不可能な莫大な借金をきたして国際通貨基金（IMF）やサウジアラビアなどにも財政支援を要請することとなった。

### タジキスタン
タジキスタンは、エモマリ・ラフモン大統領の長期独裁政権のもとで2006年にほぼゼロだった対中債務は2016年に11.6億ドルに達して二国間債務の9割を占めるまでになり、中国人民解放軍の駐留も報じられており、世界開発センターは一帯一路関連の68カ国の中で最も「債務の罠」のリスクがある8カ国の1つに挙げている。

### ジブチ
ジブチは、イスマイル・オマル・ゲレ大統領が独裁体制を敷く典型的な中継貿易国家で日本の自衛隊や中国人民解放軍にとって初の海外基地も存在するが、2016年時点で対外債務の82%は中国であり、アメリカのジョン・ボルトン国家安全保障問題担当大統領補佐官は「債務の罠」の象徴的な国の一つとしてジブチを挙げている。

### ギリシャ
2016年、当時のアレクシス・ツィプラス政権がグレグジットを引き起こして先進国で初めてIMFに対する債務不履行に陥り、EUから債務圧縮を義務付けられたギリシャは中国の中遠海運港口（COSCO）にピレウス港の管理・整備・開発の権利を売却した。同様にCOSCOに買収された西地中海最大とされるスペインのバレンシアの港とともに中国の地中海戦略を担うとされ、一帯一路構想に重要な拠点とされた。

### ロシア
ロシアは、2017年時点で1250億ドルの対中債務を抱えているとされ、中国はロシアに一帯一路関連の融資の3分の1をロシアにしてきたものの欧米の対ロ制裁でほぼ不良債権化しているとされる。2023年6月、ロシア国立研究大学高等経済学院はロシアが世界で北朝鮮に次いで対中依存度が最も高い国になったとするデータ分析を報告した。

## IMF及び世界銀行が債権者
IMFは借金で新興国に対し大きなダメージを与えていると批判されている。
世界的な慈善団体のオックスフォムはCOVID-19 パンデミックIMFの緊急融資によって貧しい国に緊縮財政を強要していると報告した。